# Eupithecia obtinens
Eupithecia obtinens là một loài bướm đêm trong họ Geometridae.